# 下諏訪青塚古墳
下諏訪青塚古墳（しもすわあおづかこふん）は、長野県諏訪郡下諏訪町青塚にある古墳。形状は前方後円墳。長野県指定史跡に指定されている。

## 概要
諏訪湖北方の下諏訪地域において、西に突き出す丘陵の突端部に築造された古墳である。諏訪大社下社秋宮付近に位置し、古墳域は諏訪大社の社有地に含まれる。現在までに墳丘（特に東側）は周囲の開発によって削られているほか、くびれ部西側には諏訪大社境外社の青塚社が建てられている。
墳形は前方後円形で、前方部を北北西に向ける。諏訪地方では唯一の前方後円墳で、前方後円墳としては末期に属する形態である。墳丘外表では円筒埴輪が認められるが、埴輪が出土した点でも本古墳が諏訪地方で唯一の例になる。江戸時代の史料によると武人埴輪が出土し埋め戻されたというが、近年の調査では円筒埴輪以外は見つかっていない。埋葬施設は横穴式石室で、後円部西側のくびれ部付近、基準面から5メートルほどの高さに露出・開口する。安山岩の自然石による乱石積からなり、石室全長は5.5メートルを測る。羨道は破壊されているが、両袖式の石室になると推測される。石室の副葬品の出土はほとんど知られていない。
この青塚古墳は、古墳時代後期の6世紀後半-末頃の築造と推定される。諏訪大社下社の祭祀氏族（金刺氏）との関係のほか、天竜川沿いに分布する前方後円墳との関係を指摘する説が挙げられ、古代の諏訪地方の政治情勢を考察するうえで重要視される古墳になる。
古墳域は1965年（昭和40年）に長野県指定史跡に指定されている。

## 墳丘
墳丘の規模は次の通り。
- 墳丘長：57メートル
- 後円部
  - 直径：34メートル（推定復元）
  - 高さ：8.1メートル
- 前方部
  - 幅：40メートル（推定復元）
  - 高さ：8メートル

ただし現地説明板では、主軸長67メートル、後円部直径33.4メートル、前方部幅42.8メートルとする。

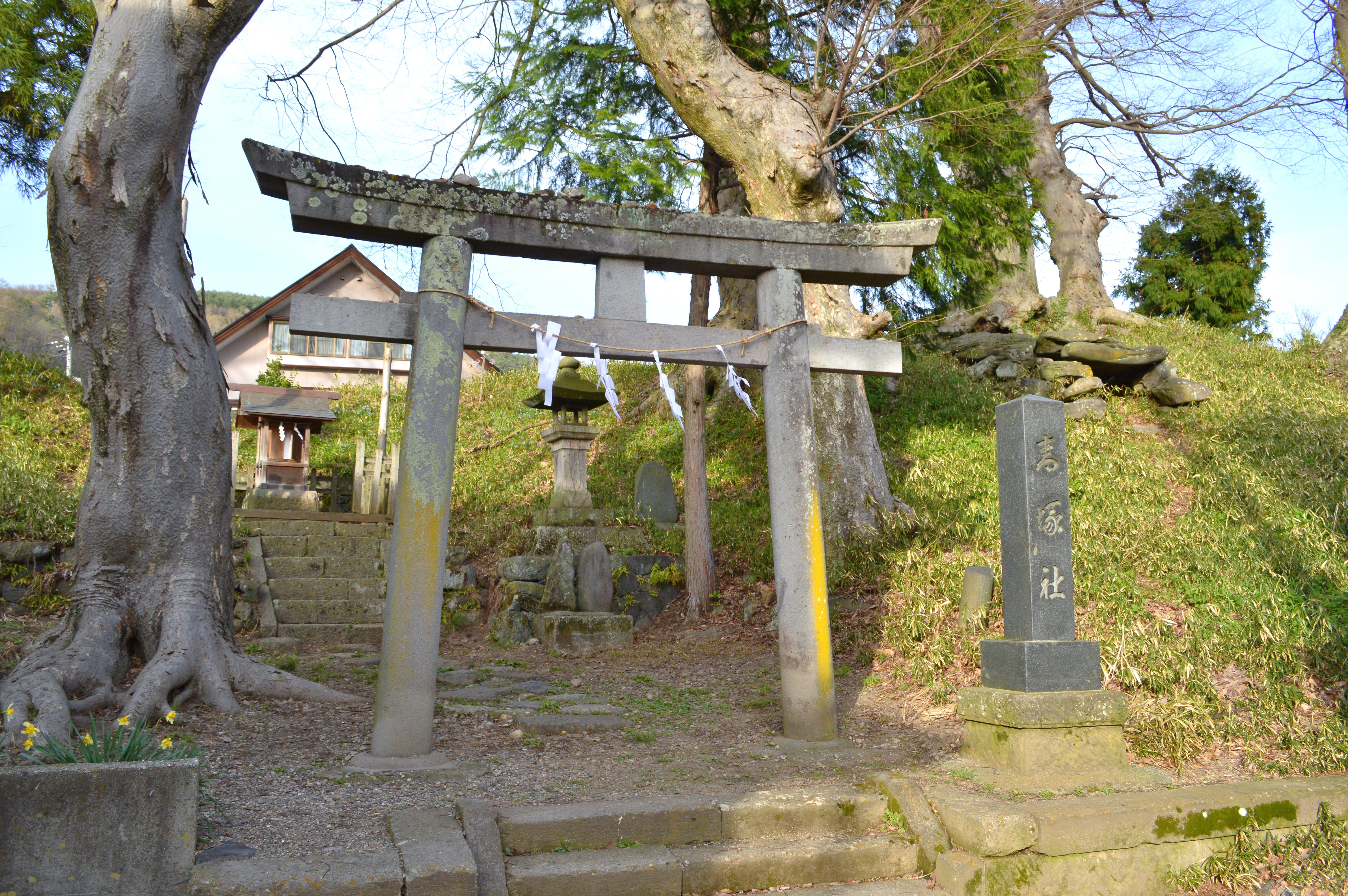
くびれ部に青塚社（左）、後円部に石室（右上）
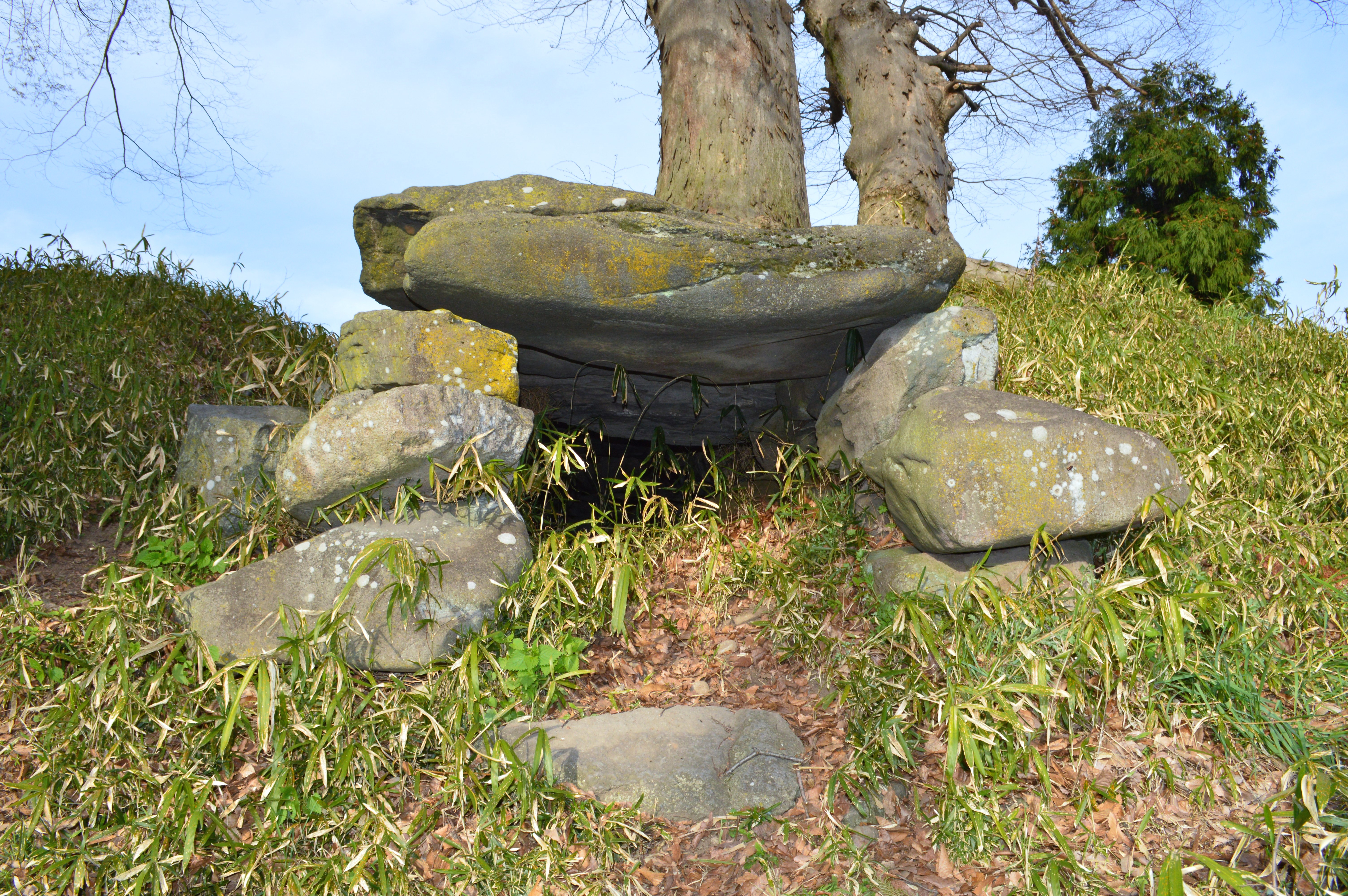
石室開口部

## 文化財

### 長野県指定文化財
- 史跡
  - 下諏訪青塚古墳 - 1965年（昭和40年）2月25日指定。